# Abdon Pamich
Abdon Pamich (Rijeka, Croacia, 3 de octubre de 1933) es un exatleta italiano especializado en la marcha atlética.
Compitió en los Juegos Olímpicos de Melbourne (1956), Roma (1960), Tokio (1964), México (1968), y Múnich (1972).
Sus mayores logros los consiguió en la distancia de 50 km: fue medalla de bronce en los Juegos Olímpicos de Roma 1960 y campeón olímpico en los Juegos Olímpicos de Tokio 1964 y fue abanderado de Italia en los Juegos Olímpicos de 1972, en Múnich. 
También fue plusmarquista mundial de los 50 km marcha con una marca de 4h03´02s realizados el 16 de octubre de 1960 en Ponte San Pietro.